# Patrick Hepburn, 1:e earl av Bothwell
Patrick Hepburn, 1:e earl av Bothwell, död 1508, var en skotsk adelsman och ämbetsman. Han var Skottlands ställföreträdande regent eller riksföreståndare mellan 1488 och 1494.